# Adolf Theodor Hermann Fritzsche

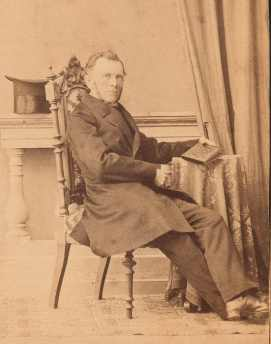
Adolf Theodor Hermann Fritzsche

Adolf Theodor Hermann Fritzsche (* 3. Juni 1818 in Groitzsch; † 9. Februar 1878 in Leipzig) war deutscher klassischer Philologe und Sohn von Pfarrer Johannes Dorotheus Fritzsche (1785–1863).

## Leben
Ab 1830 Besuch der Nikolaischule in Leipzig, ab 1837 studierte er ebenfalls in Leipzig Philologie und Philosophie. Er wurde 1844 Privatdozent und 1849 Professor in Gießen, 1850 Professor in Leipzig. In seinen wichtigsten Arbeiten befasste er sich mit den griechischen Schriftstellern Theokrit und Horaz. In Gießen wurde er Mitglied der Freimaurerloge Ludewig zur Treue.

## Schriften (Auswahl)
- Theokrits Idyllen, herausgegeben 1857, 2. Auflage 1869
- Zu Theokrit und Virgil, Leipzig, 1860